# Mary Gibson Henry
Mary Gibson Henry (* 1884; † 1967) war eine US-amerikanische Botanikerin und Präsidentin der American Horticultural Society. Ihr offizielles botanisches Autorenkürzel lautet „M.G.Henry“. Sie wird öfters mit ihrer Tante Mary Klett „May“ Gibson (1875–1959) verwechselt.

## Leben
Mary Gibson Henry wurde 1884 in der Nähe von Jenkinstown (Pennsylvania) geboren. Ihre Mutter war Susan Worrell Pepper und ihr Vater John Howard Gibson (1857–1894), der Sohn des reichen Whiskyherstellers, Kunstliebhabers und Erbauers der riesigen Maybrook Mansion Henry Clay Gibson (1830–1891). Die Familie waren Quäker. Gärtnerei war in der Familie sehr verbreitet, und schon Mary Gibsons Großvater war Gärtner. Dennoch verbrachte sie ihre Kindheit bis 1894 in einer Wohnung im Stadtzentrum von Philadelphia ohne Garten.
Sie besuchte sechs Jahre lang von 1896 bis 1902 die Agnes Irwin School in Philadelphia. Nach der Schule bereiste sie den Grand Canyon, die Colorado Rockies und schließlich Europa, wo sie den Mont Blanc bestieg. Im Jahr 1909 heiratete sie den Arzt John Norman Henry. Mary Gibson beginnt Orchideen zu ziehen und der Raum wird ihr bald zu klein, so dass sie 1926 eine Farm in der Nähe von Philadelphia kauft.
Sie startet mehrere Expeditionen durch den Westen der Vereinigten Staaten und Kanadas und begann Pflanzen zu sammeln, die sie später auch selbst beschrieb. Ihre Farm entwickelt sich schnell zu einem botanischen Garten mit vielen seltenen Spezies, nach ihrem Tod wurde der Garten von der Henry Foundation for Botanical Research übernommen.
Ihr Herbarium wird heute in der Academy of Natural Sciences in Philadelphia verwahrt. Die von ihr gesammelten Samen und lebenden Pflanzen wurden zum Teil an das Arnold-Arboretum und den Royal Botanic Garden Edinburgh geschickt.
Mary Gibson Henry wurden eine Vielzahl von Auszeichnungen und Preisen zuerkannt, unter anderem wurde ihr die Mungo Park Medal der Royal Scottish Geographical Society, die Herbert Medal und die Schaeffer Gold Medal zuerkannt. Zudem wurde der Mount Mary Henry nach ihr benannt.

## Dedikationsnamen
Die Pflanzenart Hymenocallis henryae, eine Art aus der Gattung der Schönhäutchen (Hymenocallis), wurde Mary Gibson Henry zu Ehren, nach ihr benannt.